# باب اورتن
باب اورتن (انگلیسی: Bob Orton; ۲۱ ژوئیهٔ ۱۹۲۹ – ۱۶ ژوئیهٔ ۲۰۰۶) کشتی‌گیر کشتی حرفه‌ای اهل ایالات متحده آمریکا بود.